# Frantz Jehin-Prume
Pour les articles homonymes, voir Jehin.
Frantz Jehin-Prume (François-Henri Jehin) est un violoniste et compositeur belge, né à Spa le 18 avril 1839, décédé  à Montréal le 29 mai 1899.

## Biographie
Frantz Jehin-Prume est né à Spa le 18 avril 1839 de l'union de Jules Jehin, artiste peintre, et Petronille de Prume. Son père l'initie à la musique dès l'âge de trois ans et il commence sa formation en violon à quatre ans auprès de Nicolas Servais,. Deux ans plus tard, il est élève dans la classe de violon de son oncle François Prume au Conservatoire royal de Liège et de Hubert Léonard et François-Joseph Fétis pour le cours d'harmonie au conservatoire royal de Bruxelles. Il joue plusieurs fois à la cour impériale de Saint-Pétersbourg. Durant la même période, il se produit en concert avec Anton et Nicolaï Rubinstein.
En 1856, il émigre au Canada et s'installe au Québec. En 1865, il épouse Rosita DelVecehio une artiste lyrique canadienne d'origine italienne. Sa femme décède en 1881 et Frantz Jehin-Prume poursuit les tournées et les voyages à l'étranger. En 1882, il marie en secondes noces Hortense Leduc, mais l'union ne dure pas. En 1895, sa santé l'oblige à ralentir son rythme de vie et il se consacre principalement à l'enseignement de la musique.
Il devint une personnalité important de la vie musicale à Montréal, ou il avait rejoint son compatriote, le liégeois Jules Hone. Il est membre fondateur de l'ensemble l'Association artistique composé de Erasme Jehin-Prume, son frère, G. Gruënwald et J.B. Dubois. L'ensemble de musique de chambre se produit fréquemment, mais cesse ses activités en 1899, à la suite du décès de Frantz Jehin-Prume.
Frantz Jehin-Prume décède à Montréal le 29 mai 1899 à l'âge de 60 ans et ses funérailles sont célébrés à l'Église du Gesù.